# متلازمة بارث
متلازمة بارث (بالإنجليزية: Barth (syndrome، اضطراب وراثي نادر مرتبط بالصبغي إكس. يحدث هذا الاضطراب بشكل شبه حصري عند الذكور، ويؤثر على أجهزة الجسم المتعددة. سُميت هذه المتلازمة على اسم طبيب الأمراض العصبية عند الأطفال بيتر بارث. 

## الأعراض
تشمل الاضطرابات الرئيسية لهذه المتلازمة اعتلال العضلة القلبية، نقص العدلات (قد يكون مزمن أو دوري أو متقطع)، ضمور العضلات الهيكلية وضعفها، تأخر نمو، تشوهات قلبية، نقص استقلاب حمض 3 - ميتيل غلوتاغونيك وظهوره في البول.
تتظاهر متلازمة بارث بأعراض متنوعة عند الولادة، إذ يعاني أغالب المرضى من انخفاض ضغط الدم، وتظهر علامات اعتلال عضلة القلب خلال الأشهر القليلة الأولى من الحياة، ويعانون من نقص نمو خلال السنة الأولى على الرغم من وجود تغذية كافية، ومع تقدم المرضى في العمر ينقص طولهم ووزنهم بشكل ملحوظ عن الأطفال الآخرين بنفس العمر، ورغم أنَّ معظم المرضى يتمتعون بذكاء طبيعي، فإنَّ عدداً مهماً منهم يعاني من صعوبات تعلُّم خفيفة أو معتدلة. يحدث أيضاً ضعف في النشاط البدني بسبب ضمور العضلات وضعف التقلص العضلي، وتتراجع العديد من هذه الاضطرابات بعد البلوغ، إذ يتسارع معدل النمو أثناء البلوغ، ويصل العديد من المرضى إلى طول طبيعي يماثل طول نظرائهم البالغين.
يعتبر اعتلال العضلة القلبية واحداً من أكثر مظاهر متلازمة بارث شيوعاً، إذ تحدث ضخامة مرَضيَّة في عضلة القلب، ما يقلل من قدرة البطينين على الانقباض وقذف الدم، ورغم أن اعتلال العضلة القلبية يمكن أن يكون مهدداً للحياة، لكنه يتحسن بشكلٍ كبير في مرحلة البلوغ. ومن التظاهرات الشائعة أيضاً والخطيرة عند مرضى متلازمة بارث قلة العدلات، فالعدلات هي نوع من كريات الدم البيضاء التي تُشكل وسيلة الدفاع الرئيسية ضد الجراثيم، لكن المدهش أنَّ مرضى متلازمة بارث يتعرضون للإنتانات الجرثومية بشكل أقل من بقية المرضى المصابين بقلة العدلات.

## العلاج
لا يوجد حالياً علاج لمتلازمة بارث، على الرغم من إمكانية تخفيف أعراضه والتحكم بها بنجاح. تُجرى حالياً تجارب سريرية لبعض العلاجات المحتملة في المستقبل مثل استبدال الجين TAZ. أجرت جامعة فلوريدا بحثاً لدراسة جدول استبدال الجين TAZ عند مرضى متلازمة بارث، وأظهر هذا البحث نتائج أولية واعدة، ولكن موافقة الإدراة الأمريكية للغذاء والدواء على هذا العلاج الجيني يتطلب مزيداً من الأبحاث والاختبارات واسعة النطاق.

## وبائيات
سُجلت حتى الآن 120 حالة من متلازمة بارث بين مرضى ذكور، ويُعتقد أن الحالات الفعلية أكبر من ذلك بكثير، وتُقدر بعض الدراسات أن هذه المتلازمة يمكن أن تصيب واحداً من بين كل 300 ألف مولود. سُجلت الحالات السابقة في الولايات المتحدة وكندا والمملكة المتحدة وأوروبا واليابان وجنوب إفريقيا والكويت وأستراليا. تصيب هذه المتلازمة الذكور حصرًا ولكن في عام 2012 سُجلت حالة جديدة عند أنثى.